# Acraea kappa
Acraea kappa is een vlinder uit de familie van de Nymphalidae. De wetenschappelijke naam van de soort is voor het eerst gepubliceerd in 1979 door Jacques Pierre.
Deze soort komt in de laaglandbossen van West-Tanzania (Kigoma, West-Katavi), tussen 800 en 1500 meter boven zeeniveau.